# Diferențială exactă
În analiza cu variabile multiple⁠(d) o diferențială⁠(d) sau o formă diferențială⁠(d) se spune că este exactă dacă, spre deosebire de o diferențială inexactă, este egală cu diferențiala generală {\displaystyle dQ} pentru unele funcții derivabile {\displaystyle Q} într-un sistem de coordonate ortogonale (deci {\displaystyle Q} este o funcție de mai multe variabile independente⁠(d), așa cum este cazul când sunt tratate în analiza cu variabile multiple).
Integrala unei diferențiale exacte pe orice cale de integrare este independentă de drum, iar acest fapt este folosit în termodinamică pentru a identifica funcțiile de stare.

## Descriere

### Definiție
Chiar dacă în articolul de față se consideră un spațiu tridimensional, în alte dimensiuni definițiile diferențialelor exacte sunt similare structural cu definiția tridimensională. În trei dimensiuni o formă de tip
{\displaystyle A(x,y,z)\,dx+B(x,y,z)\,dy+C(x,y,z)\,dz}
se numește formă diferențială. Această formă se numește exactă pe un domeniu deschis {\displaystyle D\subset \mathbb {R} ^{3}} în spațiu dacă există o funcție scalară derivabilă {\displaystyle Q=Q(x,y,z)} definită pe {\displaystyle D} astfel încât
{\displaystyle dQ\equiv \left({\frac {\partial Q}{\partial x}}\right)_{y,z}\,dx+\left({\frac {\partial Q}{\partial y}}\right)_{x,z}\,dy+\left({\frac {\partial Q}{\partial z}}\right)_{x,y}\,dz,}   {\displaystyle dQ=A\,dx+B\,dy+C\,dz}
peste {\displaystyle D}, unde {\displaystyle x,y,z} sunt coordonate ortogonale (de exemplu, carteziene, cilindrice sau sferice). Cu alte cuvinte, într-un domeniu deschis al unui spațiu, o formă diferențială este o diferențială exactă dacă este egală cu diferențiala generală a unei funcții derivabile într-un sistem de coordonate ortogonal.
Notă: În această expresie matematică indicii din afara parantezei indică care variabile sunt menținute constante în timpul diferențierii. Datorită definiției derivatei parțiale, acești indici nu sunt de fapt necesari, dar sunt afișați explicit ca mementouri.

### Independența căii de integrare
Diferența exactă pentru o funcție scalară derivabilă {\displaystyle Q} definită pe un domeniu deschis {\displaystyle D\subset \mathbb {R} ^{n}} este egală cu {\displaystyle dQ=\nabla Q\cdot d\mathbf {r} }, unde {\displaystyle \nabla Q} este gradientul lui {\displaystyle Q}, {\displaystyle \cdot } este produsul scalar, iar {\displaystyle d\mathbf {r} } este vectorul de deplasare diferențială generală, dacă este utilizat un sistem de coordonate ortogonal. Dacă {\displaystyle Q} este din clasa de derivabilitate {\displaystyle C^{1}} (derivabilă continuu), atunci {\displaystyle \nabla Q} este un câmp vectorial conservativ⁠(d) pentru potențialul corespunzător {\displaystyle Q} după definiție. Pentru spații tridimensionale, expresiile au forma {\displaystyle d\mathbf {r} =(dx,dy,dz)} și {\displaystyle \nabla Q=\left({\frac {\partial Q}{\partial x}},{\frac {\partial Q}{\partial y}},{\frac {\partial Q}{\partial z}}\right).}
Teorema gradientului⁠(d) afirmă că
{\displaystyle \int _{i}^{f}dQ=\int _{i}^{f}\nabla Q(\mathbf {r} )\cdot d\mathbf {r} =Q\left(f\right)-Q\left(i\right)}
care nu depinde de calea de integrare dintre punctele inițial, {\displaystyle i,} și final, {\displaystyle f,} ale căii date. Deci, se ajunge la concluzia că integrala unei diferențiale exacte este independentă de alegerea unei căi de integrare între punctele inițial și final ale căii date (independența căii).
Pentru spații tridimensionale, dacă {\displaystyle \nabla Q} definit pe un domeniu deschis, {\displaystyle D\subset \mathbb {R} ^{3}} este de clasa de derivare {\displaystyle C^{1}} (echivalent, {\displaystyle Q} este din {\displaystyle C^{2}}), atunci independența căii acestei integrale poate fi demonstrată și prin utilizarea identității calculului vectorial {\displaystyle \nabla \times (\nabla Q)=\mathbf {0} } și a teoremei lui Stokes.
{\displaystyle \oint _{\partial \Sigma }\nabla Q\cdot d\mathbf {r} =\iint _{\Sigma }(\nabla \times \nabla Q)\cdot d\mathbf {a} =0}
pentru o buclă simplă închisă {\displaystyle \partial \Sigma } care cuprinde în ea suprafața orientată netedă {\displaystyle \Sigma }. Dacă domeniul deschis {\displaystyle D} este un spațiu deschis simplu conex (în linii mari, un spațiu deschis dintr-o singură bucată fără vreo gaură în el), atunci orice câmp vectorial irrotațional (definit ca un {\displaystyle C^{1}} câmp vectorial {\displaystyle \mathbf {v} } care are rotorul zero, adică {\displaystyle \nabla \times \mathbf {v} =\mathbf {0} }) are independență de cale prin teorema lui Stokes, deci se face următoarea afirmație; Într-o regiune deschisă simplu conexă, orice câmp vectorial {\displaystyle C^{1}} care are proprietatea de independență a căii (deci este un câmp vectorial conservativ) trebuie să fie, de asemenea, irrotațional, și invers.

#### Funcții de stare termodinamice
În termodinamică când {\displaystyle dQ} este exactă, funcția {\displaystyle Q} este o funcție de stare a sistemului: o funcție matematică care depinde numai de starea de echilibru actuală, nu de calea parcursă pentru a ajunge la acea stare. Energia internă {\displaystyle U}, entropia {\displaystyle S}, entalpia {\displaystyle H}, energia liberă (Helmholtz) {\displaystyle F} și entalpia liberă (Gibbs) {\displaystyle G} sunt funcții de stare. În general, nici lucrul mecanic {\displaystyle L}, nici căldura {\displaystyle Q} nu sunt funcții de stare. (Notă: În această secțiune simbolul {\displaystyle Q} este cel folosit în fizică pentru a reprezenta căldura. Nu trebuie confundat cu utilizarea sa în restul articolului ca parametru al unei diferențiale exacte.)

### Într-o singură dimensiune
Într-o singură dimensiune, o formă diferențială
{\displaystyle A(x)\,dx}
este exactă dacă și numai dacă {\displaystyle A} are o primitivă (dar nu neapărat una în funcție de funcțiile elementare). Dacă {\displaystyle A} are o primitivă și fie {\displaystyle Q} o primitivă a lui {\displaystyle A}, deci {\displaystyle {\frac {dQ}{dx}}=A}, atunci {\displaystyle A(x)\,dx} satisface în mod evident condiția de a fi una exactă. Dacă {\displaystyle A} nu are o primitivă, atunci nu se poate scrie {\displaystyle dQ={\frac {dQ}{dx}}dx} cu {\displaystyle A={\frac {dQ}{dx}}} pentru o funcție derivabilă {\displaystyle Q,} deci {\displaystyle A(x)\,dx} este o diferențială inexactă.

### În două sau trei dimensiuni
Prin simetria derivatei a doua, pentru orice funcție {\displaystyle Q} care nu este una patologică⁠(d), avem
{\displaystyle {\frac {\partial ^{2}Q}{\partial x\,\partial y}}={\frac {\partial ^{2}Q}{\partial y\,\partial x}}.}
Prin urmare, într-o regiune simplu conexă R a planului xy, unde {\displaystyle x,y} sunt independente, o formă diferențială
{\displaystyle A(x,y)\,dx+B(x,y)\,dy}
este o diferențială exactă dacă și numai dacă este valabilă ecuația
{\displaystyle \left({\frac {\partial A}{\partial y}}\right)_{x}=\left({\frac {\partial B}{\partial x}}\right)_{y}}
Dacă este o diferență exactă, atunci {\displaystyle A={\frac {\partial Q}{\partial x}}} și {\displaystyle B={\frac {\partial Q}{\partial y}},} atunci {\displaystyle Q} este o funcție derivabilă (continuu) în funcție de {\displaystyle x} și {\displaystyle y,} deci {\displaystyle \left({\frac {\partial A}{\partial y}}\right)_{x}={\frac {\partial ^{2}Q}{\partial y\partial x}}={\frac {\partial ^{2}Q}{\partial x\partial y}}=\left({\frac {\partial B}{\partial x}}\right)_{y}.} Dacă {\displaystyle \left({\frac {\partial A}{\partial y}}\right)_{x}=\left({\frac {\partial B}{\partial x}}\right)_{y}} este valabilă, atunci {\displaystyle A} și {\displaystyle B} sunt funcții derivabile (continuu) în funcție de {\displaystyle y} și, respectiv, {\displaystyle x}, iar {\displaystyle \left({\frac {\partial A}{\partial y}}\right)_{x}={\frac {\partial ^{2}Q}{\partial y\partial x}}={\frac {\partial ^{2}Q}{\partial x\partial y}}=\left({\frac {\partial B}{\partial x}}\right)_{y}} este chiar cazul.
Pentru trei dimensiuni, într-o regiune simplu conexă R a sistemului de coordonate xyz, similar, o diferențială
{\displaystyle dQ=A(x,y,z)\,dx+B(x,y,z)\,dy+C(x,y,z)\,dz}
este o diferențială exactă dacă și numai dacă între funcțiile A, B și C există relațiile
{\displaystyle \left({\frac {\partial A}{\partial y}}\right)_{x,z}=\left({\frac {\partial B}{\partial x}}\right)_{y,z}\ };{\displaystyle \quad \left({\frac {\partial A}{\partial z}}\right)_{x,y}=\left({\frac {\partial C}{\partial x}}\right)_{y,z}\ };{\displaystyle \quad \left({\frac {\partial B}{\partial z}}\right)_{x,y}=\left({\frac {\partial C}{\partial y}}\right)_{x,z}.}
Aceste condiții sunt echivalente cu următoarea propoziție: Dacă G este graficul acestei funcții cu valori vectoriale, atunci pentru toți vectorii tangenți X,Y ai suprafaței G {\displaystyle s(X,\,Y)=0} cu s forma simplectică.
Aceste condiții, ușor de generalizat, provin din independența ordinii derivărilor în calculul derivatelor de ordinul al doilea. Deci, pentru ca o diferențială dQ, adică o funcție de patru variabile, să fie o diferențială exactă, trebuie satisfăcute șase condiții ({\displaystyle C(4,2)=6\,.})

## Relații cu derivate parțiale
Dacă o funcție derivabilă {\displaystyle z(x,y)} este injectivă pentru fiecare variabilă independentă, de exemplu, {\displaystyle z(x,y)} este injectivă pentru {\displaystyle x} la un {\displaystyle y} fix, în timp ce nu este neapărat injectivă pentru {\displaystyle (x,y),} atunci există următoarele diferențiale totale deoarece fiecare variabilă independentă este o funcție derivabilă pentru celelalte variabile, de exemplu, {\displaystyle x(y,z).}
{\displaystyle dx={\left({\frac {\partial x}{\partial y}}\right)}_{z}\,dy+{\left({\frac {\partial x}{\partial z}}\right)}_{y}\,dz}
{\displaystyle dz={\left({\frac {\partial z}{\partial x}}\right)}_{y}\,dx+{\left({\frac {\partial z}{\partial y}}\right)}_{x}\,dy.}
Înlocuind prima ecuație în a doua și rearanjand, se obține
{\displaystyle dz={\left({\frac {\partial z}{\partial x}}\right)}_{y}\left[{\left({\frac {\partial x}{\partial y}}\right)}_{z}dy+{\left({\frac {\partial x}{\partial z}}\right)}_{y}dz\right]+{\left({\frac {\partial z}{\partial y}}\right)}_{x}dy,} :{\displaystyle dz=\left[{\left({\frac {\partial z}{\partial x}}\right)}_{y}{\left({\frac {\partial x}{\partial y}}\right)}_{z}+{\left({\frac {\partial z}{\partial y}}\right)}_{x}\right]dy+{\left({\frac {\partial z}{\partial x}}\right)}_{y}{\left({\frac {\partial x}{\partial z}}\right)}_{y}dz,}
{\displaystyle \left[1-{\left({\frac {\partial z}{\partial x}}\right)}_{y}{\left({\frac {\partial x}{\partial z}}\right)}_{y}\right]dz=\left[{\left({\frac {\partial z}{\partial x}}\right)}_{y}{\left({\frac {\partial x}{\partial y}}\right)}_{z}+{\left({\frac {\partial z}{\partial y}}\right)}_{x}\right]dy.}
Deoarece {\displaystyle y} și {\displaystyle z} sunt variabile independente, {\displaystyle dy} și {\displaystyle dz} pot fi alese fără restricții. Pentru ca această ultimă ecuație să fie valabilă în general, termenii între paranteze trebuie să fie egali cu zero. Paranteza din stânga egală cu zero duce la relația de reciprocitate, în timp ce paranteza din dreapta egală cu zero duce la relația ciclică, așa cum se arată mai jos.

### Relații de reciprocitate
Egalarea cu zero a primului termen între paranteze produce
{\displaystyle {\left({\frac {\partial z}{\partial x}}\right)}_{y}{\left({\frac {\partial x}{\partial z}}\right)}_{y}=1.}
O ușoară rearanjare dă o relație de reciprocitate,
{\displaystyle {\left({\frac {\partial z}{\partial x}}\right)}_{y}={\frac {1}{{\left({\frac {\partial x}{\partial z}}\right)}_{y}}}.}
Mai există două permutări ale derivării de mai sus care dau un total de trei relații de reciprocitate între {\displaystyle x,} {\displaystyle y} și {\displaystyle z}.

### Relația ciclică
Relația ciclică este cunoscută și ca regula ciclică sau derivarea produsului triplu. Stabilirea celui de-al doilea termen între paranteze egal cu zero produce
{\displaystyle {\left({\frac {\partial z}{\partial x}}\right)}_{y}{\left({\frac {\partial x}{\partial y}}\right)}_{z}=-{\left({\frac {\partial z}{\partial y}}\right)}_{x}.}
Folosind o relație de reciprocitate pentru {\displaystyle {\frac {\partial z}{\partial y}}} la această ecuație, reordonarea dă o relație ciclică (regula produsului triplu),
{\displaystyle {\left({\frac {\partial x}{\partial y}}\right)}_{z}{\left({\frac {\partial y}{\partial z}}\right)}_{x}{\left({\frac {\partial z}{\partial x}}\right)}_{y}=-1.}
Dacă, în schimb, sunt utilizate relații de reciprocitate pentru {\displaystyle {\frac {\partial x}{\partial y}}} și {\displaystyle {\frac {\partial y}{\partial z}}} cu rearanjarea ulterioară, se obține o forma standard pentru derivarea implicită:
{\displaystyle {\left({\frac {\partial y}{\partial x}}\right)}_{z}=-{\frac {{\left({\frac {\partial z}{\partial x}}\right)}_{y}}{{\left({\frac {\partial z}{\partial y}}\right)}_{x}}}.}

## Câteva ecuații utile derivate din diferențiale exacte în două dimensiuni
(Pentru utilizarea diferențialelor exacte în teoria ecuațiilor termodinamice v. și ecuațiile termodinamice ale lui Bridgman.)
Să presupunem că avem cinci funcții de stare {\displaystyle z,x,y,u} și {\displaystyle v}. Să presupunem că spațiul stărilor este bidimensional și că oricare dintre cele cinci mărimi este diferențiabilă. Atunci, conform regulii de derivare a funcțiilor compuse
{\displaystyle dz=\left({\frac {\partial z}{\partial x}}\right)_{y}dx+\left({\frac {\partial z}{\partial y}}\right)_{x}dy=\left({\frac {\partial z}{\partial u}}\right)_{v}du+\left({\frac {\partial z}{\partial v}}\right)_{u}dv}
dar tot din regula de derivare a funcțiilor compuse:
{\displaystyle dx=\left({\frac {\partial x}{\partial u}}\right)_{v}du+\left({\frac {\partial x}{\partial v}}\right)_{u}dv}
și
{\displaystyle dy=\left({\frac {\partial y}{\partial u}}\right)_{v}du+\left({\frac {\partial y}{\partial v}}\right)_{u}dv}
Substituind precedentele două în prima se obține:
{\displaystyle {\begin{aligned}dz=&\left[\left({\frac {\partial z}{\partial x}}\right)_{y}\left({\frac {\partial x}{\partial u}}\right)_{v}+\left({\frac {\partial z}{\partial y}}\right)_{x}\left({\frac {\partial y}{\partial u}}\right)_{v}\right]du\\+&\left[\left({\frac {\partial z}{\partial x}}\right)_{y}\left({\frac {\partial x}{\partial v}}\right)_{u}+\left({\frac {\partial z}{\partial y}}\right)_{x}\left({\frac {\partial y}{\partial v}}\right)_{u}\right]dv\end{aligned}}}
care, comparând-o cu prima, dă:
{\displaystyle \left({\frac {\partial z}{\partial u}}\right)_{v}=\left({\frac {\partial z}{\partial x}}\right)_{y}\left({\frac {\partial x}{\partial u}}\right)_{v}+\left({\frac {\partial z}{\partial y}}\right)_{x}\left({\frac {\partial y}{\partial u}}\right)_{v}}
Făcănd în relația precedentă {\displaystyle v=y} se obține:
{\displaystyle \left({\frac {\partial z}{\partial u}}\right)_{y}=\left({\frac {\partial z}{\partial x}}\right)_{y}\left({\frac {\partial x}{\partial u}}\right)_{y}}
iar cu {\displaystyle u=y} se obține:
{\displaystyle \left({\frac {\partial z}{\partial y}}\right)_{v}=\left({\frac {\partial z}{\partial x}}\right)_{y}\left({\frac {\partial x}{\partial y}}\right)_{v}+\left({\frac {\partial z}{\partial y}}\right)_{x}}
Făcând în relația precedentă {\displaystyle u=y} și {\displaystyle v=z} se obține:
{\displaystyle \left({\frac {\partial z}{\partial y}}\right)_{x}=-\left({\frac {\partial z}{\partial x}}\right)_{y}\left({\frac {\partial x}{\partial y}}\right)_{z}}
Folosind ({\displaystyle \partial a/\partial b)_{c}=1/(\partial b/\partial a)_{c}} se obține regula produsului triplu:
{\displaystyle \left({\frac {\partial z}{\partial x}}\right)_{y}\left({\frac {\partial x}{\partial y}}\right)_{z}\left({\frac {\partial y}{\partial z}}\right)_{x}=-1}